# 广州飞机维修工程有限公司
广州飞机维修工程有限公司（Guangzhou Aircraft Maintenance Engineering Co. Ltd. 简称GAMECO）是中国广州的飞机维修公司。GAMECO位于广州白云国际机场，为国内外飞机提供维护、维修和大修服务。

## 历史

### 创立
广州飞机维修工程有限公司成立于1989年10月，为中国南方航空（以下简称南航）與和記黃埔（現為長江和記實業）的合资公司。南航是GAMECO的最大客户，南航的快速发展推动了GAMECO的发展。

### 业务发展
2021年12月21日，随着一架南航空客A380客机和一架波音B747货机同时缓缓滑入GAMECO三期机库，标志着GAMECO三期机库工程如期竣工。
2021年12月22日，在GAMECO一期机库，圆通货运航空与中国商飞共同举行ARJ21-700 客改货原型机大开口切割仪式，标志着ARJ21客改货项目正式启动，GAMECO也成为了首个国产喷气式客机客改货定点改装厂。

### 所获奖项
GAMECO在2015年5月航空周刊评选的2014年10大机身维护、维修和大修中排名第6。

## 设施

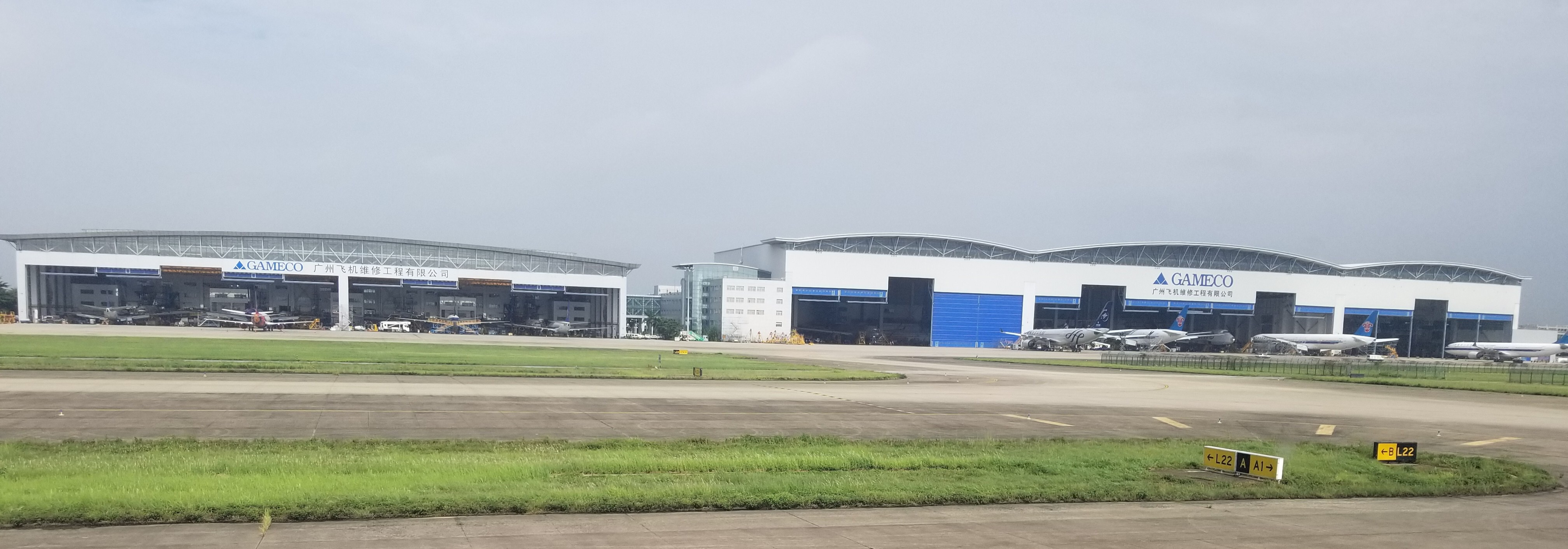
广州白云国际机场内的GAMECO机库

### 机库
一期机库位于广州白云国际机场。作为中国大陆最大的桁架结构机库，主厅可容纳4架宽体飞机，12架窄体飞机进行各级维修。专用喷漆库配备先进的通风、控温和控湿系统，可为一架空客A380或波音747飞机喷漆。
二期机库位于维修基地南侧，2013年8月投用，提供8个维修
库。四个托架中装有复杂的对接系统，用于应对窄体飞机的维护需求。维护区可以可为除A380外的所有飞机进行全流程或快速维护作业。
三期机库位于一期机库北侧，总占地面积为50482.7平方米，总建筑面积为98086.7平方米，总投资额约为8.86亿元。该工程由维修机库大厅和三层附楼组成，机库大厅建筑面积约3.4万平方米，总跨度为334米，地下室面积约1.5万平方米，包含人防区和设备区。机库外用于清洗、试车、维修的机坪面积约5.9万平方米。机库可同时停放6架宽体飞机和5架窄体飞机。届时有七成二的南航飞机在新的机库维护，以为其他航空公司腾出空间来维护他们的飞机。

## 轶事
由于简称“GAMECO”字面意思的缘故，因此在中国大陆民航爱好者也将其称作“游戏公司”。